# Friedrich Wilhelm Reibestein
Friedrich Wilhelm Reibestein (* 6. November 1840 in Gera; † 22. August 1906 ebenda) war ein deutscher Fabrikant und Politiker.

## Leben
Reibestein war der Sohn des Töpfermeisters August Ludwig (Louis) Reibestein aus Gera und dessen Ehefrau Johanne Christiane geborene Hering. Reibestein, der evangelisch-lutherischer Konfession war, heiratete am 1. Juni 1865 in Gera Christiane Elise Pommer (* 20. Februar 1843 in Gera; † 30. November 1893 ebenda), die Tochter des Zeugfabrikanten Gustav Eduard Pommer in Gera.
Reibestein besuchte die 8-klassige Bürgerschule in Gera und machte dann eine Töpferlehre im väterlichen Betrieb. Danach war er auf Wanderschaft in Zwickau, Dresden, Magdeburg und Berlin. Aufgrund seiner Plattfüße war er vom Militärdienst freigestellt. 1866 übernahm er die Töpferei "Zschochern 10" in Gera. Das Geschäft gab er 1872 aufgrund der gesundheitlichen Schäden durch die Bleiglasur wieder auf. Ab 1881 war er Vertreter der Tonwarenfabrik des Fabrikanten Fikentscher aus Zwickau. 
Von 1882 bis 1898 war er Mitglied im Gemeinderat von Gera und gleichzeitig besoldeter Stadtrat. Vom 27. Oktober 1889 bis zum 16. September 1892 und erneut vom 27. Oktober 1895 bis zum 16. September 1898 war er Mitglied im Landtag Reuß jüngerer Linie.